# Pseudamphicyon
Pseudamphicyon — вимерлий рід хижих ссавців з родини амфіціонових.